# Абрахам ван Хелсинг
Професор Абрахам ван Хелсинг (енгл. Professor Abraham Van Helsing) главни је протагониста у романима и филмовима о грофу Дракули и његов је заклети непријатељ. Ван Хелсинг је доктор наука широког спектра знања, интересовања и достигнућа, полихистор пореклом из Холандије. Након првог појављивања у роману Дракула из 1897, лик се појавио у преко 50 филмова заснованих на роману, као и у бројним књигама, стриповима, видео-играма и ТВ серијама. 2004. године, добио је и свој филм по насловом Ван Хелсинг у коме је лик представљен на другачији начин у односу на роман и име му је промењено у Габријел. Филм је постао један од хорора са највећом зарадом у историји.
Лик је осмислио Брем Стокер, а тумачили су га бројни познати глумци међу којима је први Едвард ван Слоун. Међу познатим глумцима који су тумачили лик Ван Хелсинга су: Питер Кушинг, Ентони Хопкинс, Хју Џекман, Рутгер Хауер, Мел Брукс, Питер Фонда, Кристофер Пламер, Дејвид Карадин, Волас Шон и многи други.
У окршајима са Дракулом, Ван Хелсинг често користи: сребрни крст, свету водицу, глогов колац, руже, бели лук... а веома често Ван Хелсинг покушава да уништи Дракулу тако што ће га изложити Сунчевој светлости.

## Појављивања
| Година      | Назив појављивања                   | Глумац           |
| ----------- | ----------------------------------- | ---------------- |
| 1931.       | Дракула                             | Едвард ван Слоун |
| 1936.       | Дракулина ћерка                     | Едвард ван Слоун |
| 1958.       | Дракулин хорор                      | Питер Кушинг     |
| 1960.       | Дракулине невесте                   | Питер Кушинг     |
| 1966.       | Дракула: Принц таме                 | Питер Кушинг     |
| 1972.       | Дракула у 1972-ој                   | Питер Кушинг     |
| 1973.       | Дракулини сатанистички ритуали      | Питер Кушинг     |
| 1974.       | Легенда о 7 златних вампира         | Питер Кушинг     |
| 1979.       | Дракула                             | Лоренс Оливије   |
| 1979.       | Носферату: Фантом ноћи              | Волтер Ладенгаст |
| 1987.       | Одред против чудовишта              | Џек Гвилим       |
| 1989.       | Залазак сунца                       | Брус Кембел      |
| 1992.       | Брем Стокеров Дракула               | Ентони Хопкинс   |
| 1994.       | Нађа                                | Питер Фонда      |
| 1997 — 2008 | Hellsing                            | * аниме          |
| 1995.       | Дракула: Мртав и вољен              | Мел Брукс        |
| 2000.       | Дракула 2000                        | Кристофер Пламер |
| 2004.       | Ван Хелсинг                         | Хју Џекман       |
| 2004.       | Дракула 3000                        | Каспер ван Дин   |
| 2006.       | Последња секта                      | Дејвид Карадин   |
| 2006.       | Дракула                             | Дејвид Суше      |
| 2011.       | Team Fortress 2                     | * видео игрица   |
| 2012.       | Вампирице                           | Волас Шон        |
| 2012.       | Дракула 3D                          | Рутгер Хауер     |
| 2013.       | Дракула                             | Томас Кречман    |
| 2016.       | Overwatch                           | * видео игрица   |
| 2018.       | Хотел Трансилванија 3: Одмор почиње | Џим Гафиган      |